# Eucharis diaphana
Eucharis diaphana är en stekelart som beskrevs av Gussakovskiy 1940. Eucharis diaphana ingår i släktet Eucharis och familjen Eucharitidae. Inga underarter finns listade i Catalogue of Life.